# John Andersen
John Sølling Andersen (ur. 12 marca 1953 we Frederiksbergu) – duński piłkarz występujący na pozycji obrońcy.

## Kariera klubowa
Andersen przez całą karierę występował w zespole B1903. Rozpoczął ją w 1972 roku i już w debiutanckim sezonie wywalczył z nim wicemistrzostwo Danii. W późniejszych latach, w sezonie 1976 zdobył z klubem mistrzostwo Danii, w sezonie 1979 Puchar Danii, a w sezonie 1983 spadł z nim do drugiej ligi. W kolejnym awansował jednak z powrotem do pierwszej. W 1985 roku zakończył karierę.

## Kariera reprezentacyjna
W reprezentacji Danii Andersen zadebiutował 12 października 1975 w przegranym 0:2 meczu eliminacji Mistrzostw Europy 1976 z Hiszpanią. W latach 1975–1979 w drużynie narodowej rozegrał 17 spotkań.